# Зоран Урумов
Зоран Урумов (Београд, 30. август 1977) бивши је српски фудбалер.

## Каријера
Урумов је каријеру започео у млађим категоријама Црвене звезде из Београда, а дебитовао је за први тим у сезони 1995/96. Пошто није добијао шансу да игра, послат је на позајмицу у неколико клубова: Вождовцу (1995–96), Балкан Миријеву (1996–97), Радничком Крагујевцу (1997–98) и Милиционару (1998–99).
Од 1999. године, прелази у јужнокорејски клуб Бусан, где је био један од најбољих играча у лиги. Од 1999. до 2003. године скупио је укупно 105 наступа, постигавши 17 голова за клуб који се борио да се врати у врх корејског фудбала. Јуна 2003. године, Урумов је постигао два гола за Бусан у пријатељској утакмици и победи резултатом 4:1 над холандским Фајенордом. Само месец дана касније прешао је у Сувон Самсунг. По доласку у Сувон, изгубио је место у стартној постави када је Ким заменио тренера Ча Бум-куна за сезону 2004. Потом је као замена, често улазио у игру у последњих двадесет минута меча, те у потпуности искористио добијену прилику. Дана 29. јула 2004, Урумов је остао запамћен по постизању гола са велике удаљености из слободног ударца, а управо тим голом победили су Барселону на пријатељској утакмици. Успео је да освоји трофеј шампионата К лиге у децембру 2004. године. Постигао је последњи гол за Сувон у извођењу једанаестераца, на финалном мечу плеј-офа против Поханг Стилерса, а показало се касније да је то био његов последњи меч за клуб.
У јулу 2005. године, вратио се у Србију и заиграо за Рад са Бањице. Клуб га је суспендовао у септембру 2005. године, заједно са још шест саиграча, након што је одбио да тренира због неисплаћених зарада. Међутим, након што је проблем решен, Урумов се вратио на терен и наставио да игра за Рад до краја сезоне 2005/06.
У лето 2006. Урумов је прешао у грчки клуб Трасивулос, али је напустио клуб током зимске паузе у првенству. Потом се придружио српском суперлигашу Банату из Зрењанина. У лето 2007. Урумов је прешао у београдски Синђелић. Следеће зиме вратио се у Банат Зрењанин. У сезони 2008/09. играо је за Рудар из Пљеваља.
Ожењен је и има двоје деце.

## Успеси
- Црвена звезда
  - Куп СР Југославије: 1999.[9]
- Сувон
  - К лига: 2004.
- Појединачне награде
  - Најбољи асистент К лиге: 2001.
  - Најбољи тим К лиге: 2001.